# Calypogeia
Calypogeia là một chi rêu trong họ Calypogeiaceae.